# 奈斯角
奈斯角（英語：Gneiss Point），是南極洲的海岬，位於維多利亞地的斯科特海岸，處於馬布爾角以北4公里，由羅伯特·斯科特率領的英國探險隊繪入地圖，現時由南極條約體系管理。